# Lasserre-Pradère
Lasserre-Pradère (okzitanisch: La Sèrra Pradèra) ist eine in französische Gemeinde mit 1.590 Einwohnern (Stand: 1. Januar 2022) im Département Haute-Garonne in der Region Okzitanien. Sie gehört zum Arrondissement Toulouse und zum Kanton Léguevin. Die Einwohner werden Lasserrais und Lasserraises genannt.
Sie entstand als Commune nouvelle mit Wirkung vom 1. Januar 2018 durch die Zusammenlegung der bis dahin eigenständigen Gemeinden Lasserre und Pradère-les-Bourguets, die in der neuen Gemeinde den Status einer Commune déléguée haben. gebildet. Der Verwaltungssitz befindet sich im Ort Lasserre.

## Gliederung
| Ortsteil                     | ehemaliger INSEE-Code | Fläche (km²) | Höhenlage (m) | Einwohnerzahl zum 1. Januar 2017 | Dichte (Einw. je km²) |
| ---------------------------- | --------------------- | ------------ | ------------- | -------------------------------- | --------------------- |
| Lasserre (Verwaltungssitz)00 | 31277                 | 9,51         | 145–253       | 982                              | 157,9                 |
| Pradère-les-Bourguets        | 31438                 | 4,89         | 128–160       | 540                              | 090,2                 |

## Geografie
Lasserre-Pradère liegt etwa 22 Kilometer westnordwestlich von Toulouse. Der Save begrenzt die Gemeinde im Norden und Nordwesten. Umgeben wird Lasserre-Pradère von den Nachbargemeinden Le Castéra im Norden und Nordwesten, Lévignac im Norden und Nordosten, Brax im Osten und Südosten, Léguevin im Südosten, Mérenvielle im Süden, Ségoufielle im Westen und Südwesten sowie Sainte-Livrade im Westen.
Durch die Gemeinde verläuft die Route nationale 224.

## Sehenswürdigkeiten
- Kirche Saint-Martin in Lasserre
- Schloss Las Néous
- Mühle in Pradère